# Митар Васић
Митар Васић (Надрље, 17. децембар 1925 — Крагујевац, 2. мај 2011) био је српски мајстор и градитељ фруле. Његов завичај познат по изузетно очуваном музичком предању.

## Стваралачки рад
Фрулу је заволео рано, као дете. У то време фруле су могле да се купе само на вашарима и биле су оскудног квалитета. Прича о Васићевом уметничком и мајсторском путу је почела давне 1953 године. Тада се, по наговору својих пријатеља, Митар пријавио на аудицију Радио Београда, после чега постаје стални члан Великог народног оркестра радија. На предлог прослављеног Властимира Павловића Царевца, који је сматрао да Митар треба да свира на квалитетним, а не обичним фрулама, он се одлучује да такву фрулу направи сам. И данас се фруле Митра Васића налазе код многих наших познатих фрулаша. Правио их је за Саву Јеремића, Браћу Бајић, Тихомира Пауновића а највише за Бору Дугића, коме је прву фрулу направио далеке 1966. године од дрена наштимовану у Е-дуру. Како сам Бора Дугић каже, код њега је научио већином мајсторија бавећи се музиком.
Градио их је прво оскудним алатом, али им нису недостајали тонска лепота и штим, о које је он међу првима почео да води рачуна. Биле су обичног изгледа, без наставака за штимовање. Оно што готово нико није приметио, био је његов генијални допринос побољшању тачности тонске скале. Наиме, бушењем и обрадом тако да оса тела фруле буде ексцентрична у односу на спољашњи конусни облик, омогућио је да на страни где је гласник, зид буде дебљи за извођење гласника, али зато на страни где су рупице, целом дужином буде зид исте дебљине (иако је спољна страна целог инструмента била конусна). То је омогућило да се лакше добија тачни штим, док је на центричном унутрашњем а конусном спољном облику, морала да се врши унутрашња и спољашња обрада рупица, ради интонативне поправке јер је на дебљем зиду октава увек нижа.

## Митрове двојнице
Међутим, Митар Васић није само фрулаш и градитељ фрула, већ и конструктор новог дувачког инструмента - терцне двојнице.
Његове двојнице се од обичних, изворних двојница, разликују за пола октаве.

## Музичка издања
Поред стотина фрула, Митар је оставио и многобројне тонске записе. И данас се радо слуша лп плоча са композицијима које изводе Митар Васић, Добривоје и Мирољуб Тодоровић, Лаза Новичић и Миодраг Јовановић. Завршницу свог музичког рада даје у албуму „Српска народна кола из Левча” где уз сарадњу са Ансамблом "Ренесанс" даје свој допринос са његовим учеником Миланом Р. Јовановићем. Као одличан свирач свирао је у КУД-у „Светозар Марковић” и КУД -у „Абрашевић” у Крагујевцу, са којима је гостовао у земљи и свету.
Преминуо је 2. маја 2011. године и сахрањен на гробљу у Белошевцу.